# Erebia rufofasciata
Erebia rufofasciata är en fjärilsart som beskrevs av Müller 1928. Erebia rufofasciata ingår i släktet Erebia och familjen praktfjärilar. Inga underarter finns listade i Catalogue of Life.